# استنتاج لفظي
الاستنتاج اللفظي هو فهم واستنتاج استخدام المفاهيم المُهيكلة في كلمات. ويهدف إلى تقييم القدرة على التفكير بشكل بنّاء، بدلًا من الطلاقة البسيطة أو التعرف على المفردات.
تُستخدَم المخططات الكبيرة؛ لتدريب الخريجين على الاستنتاج اللفظي (الشفهي)؛ للتمييز بين المتقدمين. فتبحث عادة أنواع الاستنتاجات اللفظية، التي يواجهها المتقدمون في هذه التقييمات تقييم مهارات الفهم والاستيعاب. وسوف يقدم لك، بصفتك متقدمًا، قطعة نص قصيرة، ويطلب منك الإجابة على كل عبارة بصحيحة أو خاطئة أو لا يمكنني الرد.

## انتقاد اختبارات الاستنتاج اللفظي
انتقد البعض اختبارات الاستنتاج اللفظي بسبب افتقارها إلى الدقة - فالعديد من الأسئلة يمكن القول بأن له أكثر من إجابة واحدة. على سبيل المثال، السؤال الذي يستفسر:
«متى سيتقاعد جو بلوج؟»
من المتوقع أن تكون إجابة الشخص المُختَبَر «جو سيتقاعد عند سن 65 عامًا» اعتمادًا على الجملتين التاليتين (المأخوذتين من القطعة السابقة ـ في تنسيق معظم اختبارات الاستنتاج اللفظي):
«يعمل جو حاليًا كموظف حكومي» 
و
«يتقاعد هؤلاء في العمل الحكومي عمومًا عند سن 65 عامًا»
ومع ذلك، على الرغم من أن الجملتين تجعل من المحتمل أن جو بلوج سيتقاعد عند سن 65 عامًا، فإنه لا يزال هناك احتمال منطقي بأنه سيستمر في العمل بعد هذا السن، أو أنه سيتقاعد مبكرًا، ويعيش على المدخرات. ونتيجة لذلك، وعلى عكس ما هو متوقع، من الممكن أن تعاقب على وجود قدرة عقلية انتقادية ثاقبة للغاية. بالإضافة إلى أن عدد من الأسئلة يطلب من الشخص المُختَبَر تحديد البؤرة المركزية للقطعة السابقة، غير أن الخيارات المقدمة توفر عادة أكثر من إجابة قابلة للمناقشة. على هذا النحو، يقترح النقاد أن اختبارات نسبة الذكاء القياسية أو اختبارات الاستنتاج العددي مفضلة بسبب دقتها.[بحاجة لمصدر]
يناسب الاستنتاج اللفظي أنواعًا معينة فقط من الأشخاص، ومعظمهم يقولون أنها ليست اختبارات ذكاء، ولكنها اختبارات عقلية.[بحاجة لمصدر]